# Cyrtomium sinningense
Cyrtomium sinningense är en träjonväxtart som beskrevs av Ren-Chang Ching och Shing. Cyrtomium sinningense ingår i släktet Cyrtomium och familjen Dryopteridaceae. Inga underarter finns listade.